# Hilma Olsson
Hilma Olsson, född 20 december 1993 i Tofteryds socken, är en svensk författare och förläggare.  
Hilma Olsson har en master i litteraturvetenskap från Linnéuniversitetet 2020, och har sedan examen arbetat inom förlagsbranschen och som författare. Hon har skrivit en rad ungdomsböcker under pseudonym och spänningsromanserien Ödesforsserien (Norstedts förlag) under heteronymen Sabina Roos tillsammans med författaren Julia Svanberg. Som förläggare på Hegas förlag har hon från 2021 engagerat sig i barns läsning, bland annat genom ett upprop till skolminister Lotta Edholm för bemannade skolbilbliotek. I Dagens Nyheter har hon publicerat flera debattartiklar om barns läsning. 
Hon har också modererat flera samtal på Bokmässan i Göteborg, med bland annat med Jens Lapidus, Linnea Lindqvist och ADAAM.